# 탁군
탁군(涿郡)은 중국의 옛 군이다.

## 전한
한서 주석, 《경수주》에서 고제 6년(기원전 201년)에 연나라를 나누어 설치했다 하나 왕국유는 이를 부정했고, 주진학에 따르면 원수 6년(기원전 111년) 4월 을사일 제·연·광릉 3국을 봉할 때 광릉군의 일부만을 광릉국으로 삼고 나머지를 임회군으로 분리한 것처럼 광양군의 일부만을 연나라로 삼고 나머지를 탁군으로 분리해 설치한 것이라 한다. 유주자사부에 속했다. 원시 2년(2년)의 인구조사에 따르면 19만 5067호, 78만 2764명이 있었다. 철관이 있었다. 아래의 속현 목록은 한서 지리지의 순서를 따른다. 오늘날의 바오딩 시 동부, 창저우 시의 서북부, 헝수이 시의 북부 일대에 해당한다.
| 현명     | 한자     | 대략적 위치            | 비고 |
| -------- | -------- | ---------------------- | --- |
| 탁현     | 涿縣     | 바오딩시 줘저우시      | 군 치소가 있다. 도수(桃水)가 내수(淶水)에서 갈려나와, 나뉘어 동쪽으로 안차(安次)에서 황하에 들어간다.                                          |
| 주현     | 逎縣     | 바오딩시 라이수이현    | |
| 곡구현   | 穀丘縣   | 헝수이시 안핑현        | |
| 고안현   | 故安縣   | 바오딩시 이현 남동     | 역수(易水)가 이 현의 염향(閻鄕)에서 나와서 동쪽으로 범양(范陽)에 이르러 유(濡)로 들어가고, 병주를 적신다. 이 강은 또 범양에서 내수로 들어간다. |
| 남심택현 | 南深澤縣 | 스자좡시 선쩌현 동     | |
| 범양현   | 范陽縣   | 바오딩시 딩싱현 남서   | 응소에 따르면 범수(范水)의 북쪽[陽]이다. |
| 여오현   | 蠡吾縣   | 바오딩시 보예현 남서   | |
| 용성현   | 容城縣   | 바오딩시 룽청현 북     | |
| 역현     | 易縣     | 바오딩시 슝현 북서     | |
| 광망후국 | 廣望侯國 | 바오딩시 칭위안구 남서 | |
| 막현     | 鄚縣     | 창저우시 런추시 북     | |
| 고양현   | 高陽縣   | 바오딩시 가오양현 동   | 응소에 따르면 고하의 북쪽이다. |
| 주향후국 | 州鄕侯國 | 창저우시 허젠시 북동   | |
| 안평현   | 安平縣   | 헝수이시 안핑현        | 도위의 치소가 있다. |
| 번여후국 | 樊輿侯國 | 바오딩시 쉬수이구 남동 | |
| 성후국   | 成侯國   | ?                      | |
| 양향후국 | 良鄕侯國 | 베이징시 남서          | 원수(垣水)가 남동에서 양향(陽鄕)에 이르러 도수로 들어간다.                                                                                     |
| 이향후국 | 利鄕侯國 | ?                      | |
| 임향후국 | 臨鄕侯國 | 랑팡시 구안현 남       | |
| 익창후국 | 益昌侯國 | 랑팡시 바저우시 북동   | |
| 양향후국 | 陽鄕侯國 | 랑팡시 구안현 북서     | |
| 서향후국 | 西鄕侯國 | 바오딩시 줘저우시 북서 | |
| 요양현   | 饒陽縣   | 헝수이시 라오양현 북동 | 응소에 따르면 요하(饒河)의 북쪽이다. |
| 중수현   | 中水縣   | 창저우시 셴현 북서     | 응소에 따르면 지명의 유래는 역수와 완수(滱水) 두 강의 사이다.                                                                                  |
| 무원현   | 武垣縣   | 창저우시 허젠시 남서   | 응소에 따르면 원수는 양향에서 나와서 동쪽으로 도수로 들어간다.                                                                                 |
| 아릉현   | 阿陵縣   | 창저우시 런추시 북동   | |
| 아무후국 | 阿武侯國 | 창저우시 셴현 북서     | |
| 고곽후국 | 高郭侯國 | 창저우시 런추시 북서   | |
| 신창후국 | 新昌侯國 | 신청현 남동            | |

## 신나라
군의 이름을 원한(垣翰)으로 바꾸고 다음 현의 이름을 바꿨다.
| 전한       | 신             |
| ---------- | -------------- |
| 주(逎)     | 주병(逎屏)     |
| 범양(范陽) | 순음(順陰)     |
| 용성(容城) | 심택(深澤)     |
| 막(鄚)     | 언부(言符)     |
| 고양(高陽) | 고정(高亭)     |
| 안평(安平) | 광망정(廣望亭) |
| 번여(樊輿) | 악부(握符)     |
| 성(成)     | 의가(宜家)     |
| 양향(良鄕) | 광양(廣陽)     |
| 이향(利鄕) | 장부(章符)     |
| 익창(益昌) | 유질(有袟)     |
| 양향(陽鄕) | 장무(章武)     |
| 서향(西鄕) | 이풍(移風)     |
| 무원(武垣) | 원한정(垣翰亭) |
| 아릉(阿陵) | 아륙(阿陸)     |
| 고곽(高郭) | 광제(廣隄)     |

## 후한
7현 102,218호 633,754명이었다. 남부를 하간국에 떼어주고 바오딩시 동북부 일대로 축소되었다. 조위 때 범양군으로 개명하였다.
| 현명           | 대략적 위치          | 비고                                                                      |
| -------------- | -------------------- | ------------------------------------------------------------------------- |
| 탁(涿)         | 바오딩시 줘저우 시   |                                                                           |
| 주(逎)         | 바오딩시 라이수이 현 | 오기는 내(迺)                                                             |
| 고안(故安)     | 바오딩시 이현        | 역수(易水)와 박수(雹水)가 나온다.                                         |
| 범양(范陽)     | 바오딩시 딩싱 현     |                                                                           |
| 양향(良鄕)     | 베이징 팡산 구       |                                                                           |
| 북신성(北新城) | 바오딩시 쉬수이 구   | 분수문(汾水門)이 있다.                                                    |
| 방성(方城)     | 랑팡시 구안 현       | 광양군에서 이관했다. 옛 임향현(臨鄕縣)을 포함한다. 독항정(督亢亭)이 있다. |

## 수나라
주현제를 실시할 때 유주(幽州)로 불렸다. 북제에서 설치했던 동북도행태(東北道行台)가 북주시기 총관부로 바뀌었다. 수 양제시기 총관부가 폐지되었다. 9현 84,059호를 거느렸다.
| 현명   | 한자   | 대략적 위치                      | 비고 |
| ------ | ------ | -------------------------------- | --- |
| 계현   | 薊縣   | 베이징                           | 옛 연군(燕郡)에 속하였다. 개황초기 폐지되었다가 대업초 탁군을 설치하면서 복구되었다. |
| 양향현 | 良鄕縣 | 베이징 시 팡산 구 양향진(良鄕鎭) | |
| 안차현 | 安次縣 | 랑팡시 광양구 구주진(九州鎭)     | |
| 탁현   | 涿縣   | 바오딩 시 줘저우시               | 개황초 범양군이 폐지되면서 탁군의 속현이 되었다. |
| 고안현 | 固安縣 | 랑팡시 구안현                    | 586년(수 문제 개황 6년) 고안현(故安縣)에서 지금의 이름으로 개명되었다. |
| 옹노현 | 雍奴縣 | 톈진시 우칭 구                   | |
| 창평현 | 昌平縣 | 베이징 창핑 구                   | 과거 동연주 평창군(平昌郡)에 속했다가 북주때 군이 폐지되면서 본군의 속현이 되었다. 이후 다시 평창군이 세워졌다고 개황초에 폐지되었다. 만년현(萬年縣)을 통폐합했다. 관관(關官)과 장성이 있었다. |
| 회융현 | 懷戎縣 | 장자커우시 줘루 현               | 북제에서 설치한 북연주는 장녕군(長寧郡), 영풍군(永豐郡)의 2개군을 관할했는데, 북주시기 북자가 빠져 연주(燕州)로 개명되었다. 개황초에 2개군이 폐지되었고 대업초에 연주가 폐지되면서 본군의 속현이 되었다. 교산(喬山), 역양산(歷陽山), 대핵산(大翮山), 소핵산(小翮山), 곽수(漷水), 탁수(涿水), 판천수(阪泉水)가 있다. |
| 노현   | 潞縣   | 베이징 퉁저우구 노성진(潞城鎭)   | 과거 어양군에 속했다. |

## 태수

### 전한
- 유굴리(? ~ 기원전 91년)
- 정창(기원전 67년 당시)
- 엄연년(신작 연간)
- 서명(徐明, 원제 시기)[6]
- 유흠(애제 시기)